# William Gray
William Mason Gray (ur. 9 października 1929 w Detroit, zm. 16 kwietnia 2016 w Fort Collins) – amerykański fizyk atmosfery

## Życiorys
Zajmował się powstawaniem, rozwojem i sezonalną prognozą cyklonów tropikalnych (m.in. prognozą liczby nazwanych cyklonów tropikalnych, liczbą huraganów) opartą na kilkunastu elementach klimatologicznych (np. zjawisko El Niño i La Niña, przewidywane ciśnienie atmosferyczne i temperatura oceanu).
Profesor fizyki atmosfery na Colorado State University, był promotorem ponad 70 prac doktorskich i magisterskich oraz nauczycielem wielu wybitnych naukowców z tej dziedziny wiedzy.
Gray występował publicznie przeciwko hipotezom, że intensywność oraz liczba cyklonów tropikalnych jest związana ze zmianami klimatu lub globalnym ociepleniem. W szczególności krytykował ostatnie prace Kerry’ego Emanuela i Petera J. Webstera ze współpracownikami, które ukazały się po zalaniu Nowego Orleanu przez huragan Katrina w 2005 roku. Uważał także, że wzrost temperatury oceanu nie spowoduje wzrostu intensywności cyklonów tropikalnych, ponieważ wzrasta także temperatura troposfery. Gray był przeciwnikiem poglądu, że zmiany klimatu wywołane są przez działalność ludzi. Uważał, że naturalna zmienność w tzw. oceanicznym pasie transmisyjnym jest głównym czynnikiem powodującym obecne ocieplenie.
Stanowiska W. Graya i K. Emanuela w sprawie wpływu zmian klimatu na cyklony tropikalne opisał m.in. Chris C. Mooney w książce Storm world: Hurricanes, politics, and the battle over global warming (wyd. 2007 i 2008).